# Polygamie (éthologie)
Cet article concerne la polygamie dans le monde animal. Pour la polygamie dans le monde végétal, voir Polygamie (botanique). Pour la polygamie du point de vue sociologique chez les êtres humains, voir Polygamie.
En zoologie, la polygamie désigne la situation d'une espèce animale dans laquelle un individu s'accouple et élève sa progéniture avec plusieurs partenaires sexuels.
Cette situation est d'un point de vue évolutif un produit de la sélection sexuelle et du conflit sexuel. La polygamie se partage en polyandrie (plusieurs mâles pour une femelle) et en polygynie (plusieurs femelles pour un seul mâle).

## Espèces polygames
- Les gorilles sont polygynes
- Les jacanas sont polyandres